# Hầu Uyên
Hầu Uyên (giản thể: 侯渊; phồn thể: 侯淵; bính âm: Hóu Yuān, ? - ?), người Tiêm Sơn, Thần Vũ , tướng lĩnh nhà Bắc Ngụy. Do Bắc sử được soạn vào đời Đường, Lý Duyên Thọ phải kỵ húy Đường Cao Tổ Lý Uyên, nên chép chệch tên của ông là Hầu Thâm (侯深).

## Phục vụ Nhĩ Chu Vinh
Uyên tính khôn khéo, nhạy bén lại có can đảm, mưu lược. Thời Bắc Ngụy Hiếu Minh đế, 6 trấn nổi dậy, Uyên tham gia khởi nghĩa Đỗ Lạc Chu. Sau đó ông cùng anh vợ Niệm Hiền bỏ Lạc Chu đi theo Nhĩ Chu Vinh, trên đường gặp cướp, mất hết hành trang, được Vinh ban cho áo mũ, đãi ngộ rất hậu, dùng làm Trung quân phó đô đốc.
Hiếu Trang đế lên ngôi, ông được phong Yếm Thứ huyện tử, theo Nhĩ Chu Vinh dẹp Cát Vinh ở Phũ Khẩu, lập nhiều chiến công, được ban chức Yên Châu thứ sử. Khi biệt tướng của Cát Vinh là bọn Hàn Lâu, Hác Trường chiếm cứ Kế Thành, Nhĩ Chu Vinh sai Uyên đi dẹp, giao cho rất ít quân. Có người ngờ vực, Vinh đáp Uyên có sở trường lâm cơ ứng biến, nhưng không có khả năng nắm đại quân. Vì thế ông chỉ được cấp 700 kỵ binh.
Uyên hư trương thanh thế, tiến đến Kế Thành. Còn cách sào huyệt của Hàn Lâu hơn trăm dặm, quan quân gặp hơn 1 vạn nghĩa quân, Uyên đại phá được, bắt sống hơn 5000 người. Ông tha cho tù binh, trả lại ngựa, xe, lệnh bọn họ quay về thành. Có người can, Uyên cho rằng mình ít quân, không thể chiến đấu trực diện, chỉ có thể ly gián kẻ địch. Ông ước chừng bọn họ đã vào thành, bèn soái kỵ binh nhân đêm tối tiến đánh, lúc mờ sáng phá cửa thành. Hàn Lâu ngờ rằng trong bọn tù binh được thả có nội ứng, nên bỏ trốn. Uyên đuổi theo bắt được, nhờ công được ban tước hầu. Ít lâu sau được ban chức Bình Châu thứ sử, trấn thủ Phạm Dương.

## Sau cái chết của Nhĩ Chu Vinh
Khi Nhĩ Chu Vinh bị hại, thái thú Lư Văn Vĩ dụ Uyên ra ngoài săn bắn, đóng cửa thành chống lại. Ông đưa bộ khúc đến đóng đồn ở phía nam của quận, cử ai cho Vinh, rồi đi về hướng nam. Hiếu Trang đế sai Đông Lai vương Nguyên Quý Bình làm đại sứ, úy lạo Yên, Kế, Uyên bèn trá hàng. Quý Bình tin, ông bèn bắt Quý Bình mà đi. Tiến đến Trung Sơn, Hành đài bộc xạ Ngụy Lan Căn đón đánh, Uyên đánh bại ông ta.
Trường Quảng vương Nguyên Diệp lên ngôi, thụ ông làm Nghi đồng tam tư, Định Châu thứ sử, Tả quân đại đô đốc, Ngư Dương quận công, thực ấp 1000 hộ. Tiết Mẫn đế lập lên ngôi, được gia Khai phủ. U Châu thứ sử Lưu Linh Trợ nổi dậy đòi báo thù cho Hiếu Trang đế, Uyên cùng bọn Sất Liệt Duyên Khánh đánh bại và bắt được ông ta. Sau đó Nhĩ Chu Triệu cất quân báo thù, Uyên lại đi theo liên quân họ Nhĩ Chu chống lại Cao Hoan ở Quảng A. Triệu thua chạy, ông theo Cao Hoan phá liên quân họ Nhĩ Chu ở Hàn Lăng.
Đầu những năm Vĩnh Hi (532 -535), được ban chức Tề Châu thứ sử. Cuối thời Hiếu Vũ đế, Uyên cùng Cổn Châu (Ngụy thư chép là Duyện Châu) thứ sử Phàn Tử Hộc, Thanh Châu thứ sử Đông Lai vương Nguyên Quý Bình gởi thư qua lại, liên kết với nhau. Ông lại sai sứ giao thiệp với Cao Hoan. Khi Hiếu Vũ đế chạy vào Quan Trung, Uyên có ý bất bình. Người Nhữ Dương là Ngũ Xiêm đã được làm Tề Châu thứ sử, ông không chịu đón. Người trong thành là bọn Lưu Đào Phù ngầm đưa Xiêm vào, chiếm cứ tây thành. Uyên tranh cửa không được, cưỡi ngựa bỏ chạy, vợ con và bộ khúc đều bị Xiêm bắt mất. Đi đến Quảng Lý, Cao Hoan cho ông coi việc Thanh Châu, lại viết thư chiêu dụ. Uyên quay về, Xiêm trả lại bộ khúc của ông.
Khi ấy Thanh Châu thứ sử Nguyên Quý Bình là đồng đảng của Hộc Tư Xuân, không chịu quy phục. Uyên tập kích được quận Cao Dương, an trí gia quyến trong thành, tự soái khinh kỵ, trong đêm đến Thanh Châu. Người trong thành bắt Quý Bình ra hàng. Ông biết mình nhiều lần phản phúc, lo sợ không yên, bèn chém Quý Bình, truyền đầu về Nghiệp, tỏ rõ bất đồng với Hộc Tư Xuân.
Cao Hoan bình xong Phàn Tử Hộc (536), lấy Phong Duyên Chi làm Thanh Châu thứ sử. Uyên không còn được nhậm chức ở Châu, đâm ra sợ hãi, đi đến Quảng Xuyên, bèn cướp kho Quang Châu làm phản. Ông sai kỵ binh đến Bình Nguyên, bắt Giao Châu thứ sử tiền nhiệm là Giả Lộ, trong đêm tập kích tường thành phía nam của Thanh Châu, bắt ép Đình úy khanh tiền nhiệm là Thôi Quang Thiều để mê hoặc lòng người, cướp bóc các quận huyện. Bị bộ hạ phản đối, ông chạy sang nhà Lương. Đến biên giới phía nam của Thanh Châu, Uyên bị người hàng nước chém chết, truyền đầu về Nghiệp, cả nhà đều bị hại.